# Лідо (острови)

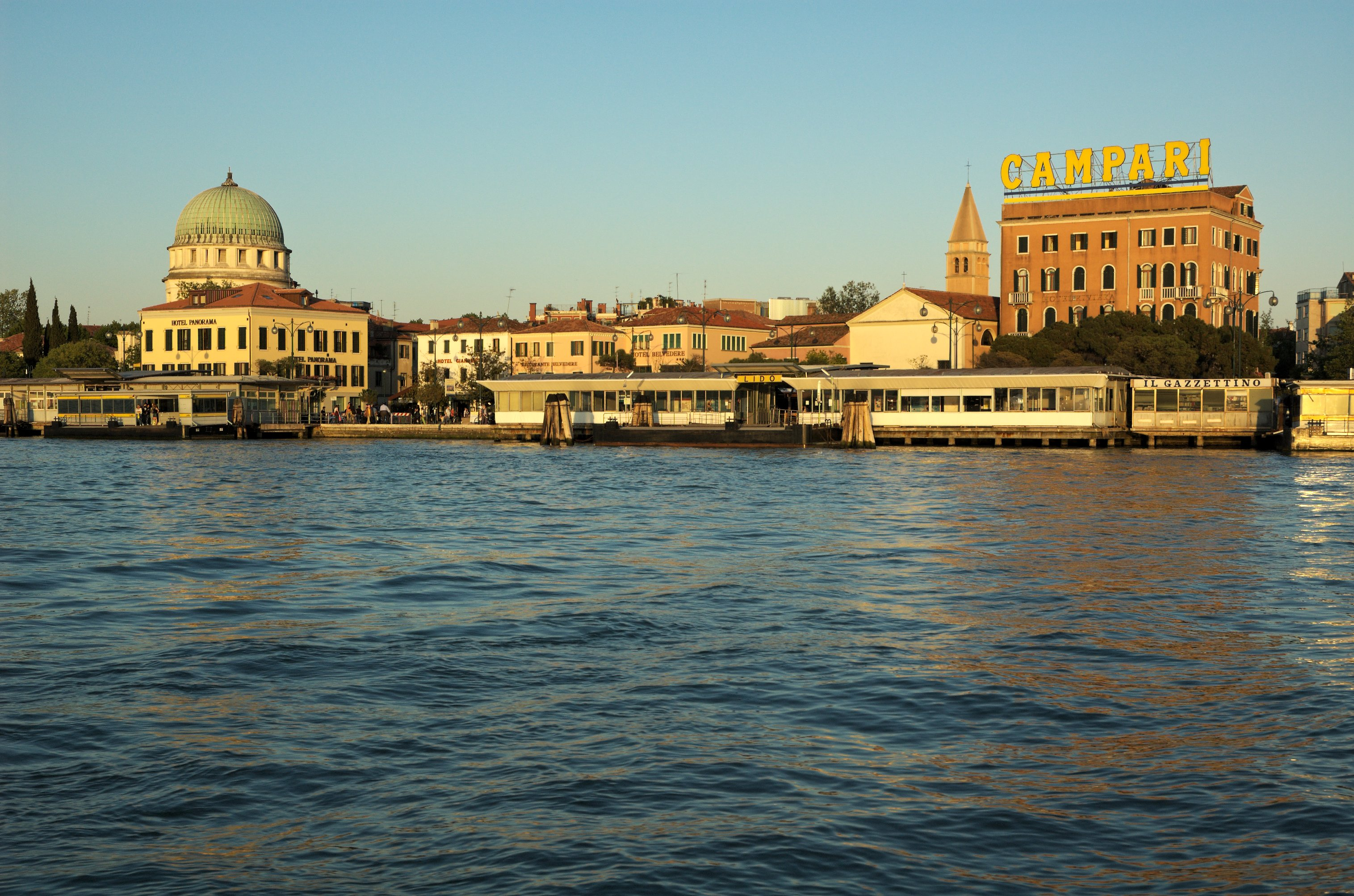
Причал катерів у Лідо. Вид із лагуни.

45°24′44″ пн. ш. 12°22′5″ сх. д. / 45.41222° пн. ш. 12.36806° сх. д.
Лі́до (італ. Lido) — ланцюжок піщаних островів, які відділяють Венеційську лагуну від Адріатики. Головний острів архіпелагу (Лідо), який знаходиться за 20 хвилин їзди на моторному човні від міста, славиться своїми пляжами. Щорічно у вересні на Лідо проходить Венеційський кінофестиваль.

## Географія
Острів розділений на 3 частини. Північна частина острова є домом для кінофестивалю, там же знаходиться «Grand Hotel des Bains», казино і Гранд-готель «Ексельсіор». Malamocco, в центрі, є тільки селищем з населенням близько 20 тис. чоловік. Він був одночасно і домом для венеційського дожа. На південній частині знаходиться Форт Сан-Ніколо і гольфклуб.

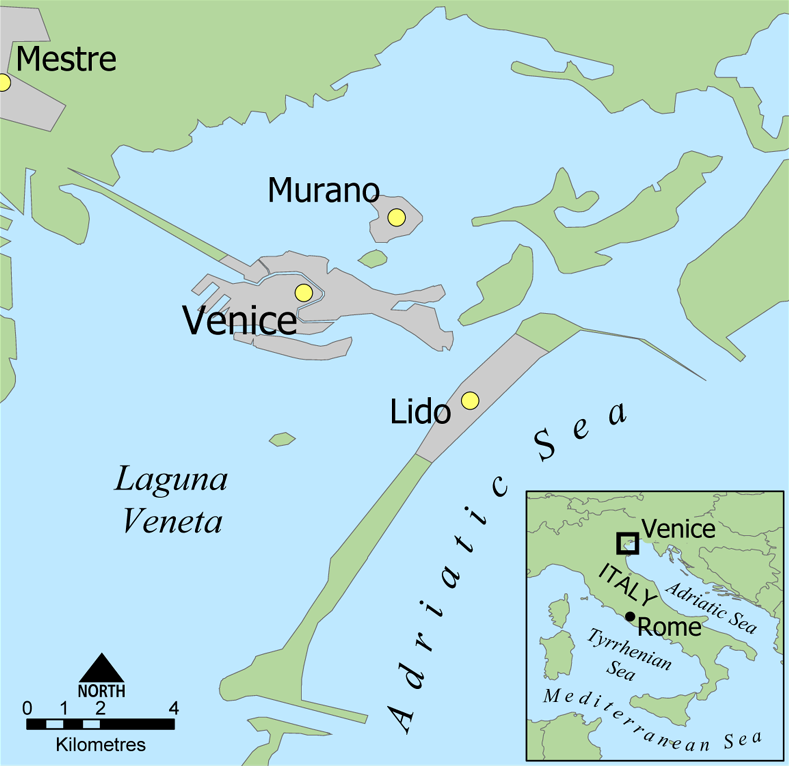
Розміщення Лідо у Венеційській лагуні.

Щонайменше половина острова зі сторони Адріатичного моря складається з піщаних пляжів, більшість з яких належить різним готелям. До них належать відомі Excelsior і des Bains, описані Томасом Манном в його новелі «Смерть у Венеції». Адріатичне море доволі чисте і тепле, і тільки час від часу медузи заважають там плавати.
Серце острова — вулиця Санта-Марія-Єлизавета, близько 700 м в довжину, веде від лагуни до моря. На острові розміщені готелі, магазини і туристичні ресторани. В кінці лагуни Гран Віале знаходяться човни, які можуть доставити в Венецію.